# Nordwestlicher Wollmaki
Der Nordwestliche Wollmaki oder Sambirano-Wollmaki (Avahi unicolor) ist eine Primatenart aus der Gruppe der Lemuren. Er gilt erst seit dem Jahr 2000 als eine vom Westlichen Wollmaki eigenständige Art.

Nordwestliche Wollmakis erreichen eine Kopfrumpflänge von 25 bis 29 Zentimetern, wozu noch ein 33 Zentimeter langer Schwanz kommt. Ihr Gewicht beträgt etwa 0,85 Kilogramm. Ihr dichtes, wolliges Fell ist an der Oberseite graubraun gefärbt, der Bauch ist hellgrau. Der lange, buschige Schwanz ist graubraun bis rotbraun gefärbt. Die Haare im Gesicht sind kürzer, wodurch es mit der wolligen Behaarung des Kopfes kontrastiert, im Gegensatz zum Westlichen Wollmaki ist es aber nicht weißlich. Die Augen sind groß, braun und von dunklen Ringen umgeben, die Ohren sind klein.
Wie alle Lemuren leben sie auf Madagaskar. Ihr Verbreitungsgebiet umfasst die Sambirano-Region im Nordwesten dieser Insel, die genauen Ausmaße sind aber nicht bekannt. Ihr Lebensraum sind feuchtere Wälder bis in 700 Meter Seehöhe. Sie sind nachtaktive Baumbewohner, die sich senkrecht kletternd und springend fortbewegen. Ansonsten ist über ihre Lebensweise nichts bekannt, vermutlich stimmt sie mit der des Westlichen Wollmakis überein.
Die IUCN listet die Art unter „vom Aussterben bedroht“ (critically endangered).